# Negreni, Cluj
Negreni este satul de reședință al comunei cu același nume din județul Cluj, Transilvania, România.
Comuna este amplasata la jumatatea distantei dintre Cluj-Napoca si Oradea.
In comuna se poate ajunge foarte usor, atat cu masina pe E60 cat si cu trenul care are trei opriri in comuna: Halta Negreni, Lacul Crisului si Gara Piatra Craiului.

## Obiective turistice
- Fortificația militară romană de la Negreni (Cetatea Turcilor)
- Biserica din lemn "Adormirea Maicii Domnului", aflată în satul Bucea (1791)

## Personalități
- Aurel Codoban (n. 1948), eseist și filozof.